# おにぎりくん
おにぎりくん（3月29日 - ）は、日本のイラストレーター、ゲームの原画家である。アリスソフト所属。大阪芸術大学卒業。

## 作品リスト

### アダルトゲーム
- アトラク＝ナクア
- アリスの館4・5・6
- DARCROWS
- 大悪司
- 超昂天使エスカレイヤー
- 大番長
- ぱすてるチャイムContinue
- ぱすちゃC++
- 超昂閃忍ハルカ
- 大帝国
- パステルチャイム3 バインドシーカー
- はーとふるママン
- 超昂神騎エクシール

### テレビアニメ
- ＜Infinite Dendrogram＞-インフィニット・デンドログラム- - 第9話エンドイラスト[1]

### その他
- とある科学の超電磁砲5巻特装版付録『偽典・超電磁砲』寄稿（2010年6月）

## 画集
- ALICESOFT Creator Works Vol.1 おにぎりくん画集 鬼斬の君（ホビージャパン、2017年8月10日初版発行、ISBN 978-4-7986-1500-4）[2]